# Dave Boyes
David „Dave“ Michael Boyes (* 26. August 1964 in St. Catharines, Ontario) ist ein ehemaliger kanadischer Leichtgewichts-Ruderer. Er gewann eine olympische Silbermedaille und einen Weltmeistertitel.

## Karriere
Bei den Weltmeisterschaften 1985 belegte Boyes mit dem kanadischen Leichtgewichts-Achter den zehnten Platz, es folgten der vierte Platz 1986 und der sechste Platz 1987.
Boyes startete erst 1992 in Montreal wieder bei Weltmeisterschaften, als er mit dem Leichtgewichts-Achter den vierten Platz belegte. 1993 in Račice u Štětí gewann der kanadische Leichtgewichts-Achter den Titel. Bei den Weltmeisterschaften 1994 belegte er mit Brian Peaker den achten Platz im Leichtgewichts-Doppelzweier. 1995 bildeten Brian Peaker, Jeffrey Lay, Dave Boyes und Gavin Hassett den kanadischen Leichtgewichts-Vierer ohne Steuermann und belegten den vierten Platz bei den Weltmeisterschaften in Tampere. Bei der olympischen Premiere des Leichtgewichts-Ruderns 1996 in Atlanta siegten die Dänen mit einer halben Sekunde Vorsprung vor den Kanadiern.
1999 kehrte Boyes noch einmal zurück. Er nahm mit dem Leichtgewichts-Vierer ohne Steuermann an den Panamerikanischen Spielen teil, verpasste aber die Medaillenränge. Bei den Weltmeisterschaften in seiner Heimatstadt belegte er den vierten Platz mit dem Leichtgewichts-Achter.
Der 1,84 m große Boyes war Feuerwehrmann von Beruf.